# José Ramón Villar
José Ramón Villar Saldaña (ur. 7 czerwca 1958 w La Almunia de Doña Godina (Saragossa, zm. 10 kwietnia 2021) – hiszpański ksiądz z Prałatury Opus Dei, teolog, profesor teologii systematycznej Uniwersytetu Nawarry.

## Życiorys
Ukończył studia z zakresu prawa cywilnego na Uniwersytecie w Saragossie i uzyskał doktorat z teologii na Wydziale Teologicznym Uniwersytetu w Nawarze. Był członkiem Opus Dei i w 1986 r. przyjął święcenia kapłańskie. W 1987 r. rozpoczął działalność dydaktyczną na Uniwersytecie Nawarry jako profesor w Katedrze Eklezjologii i Teologii Sakramentalnej. W latach 2004–2010 pełnił funkcję dziekana Wydziału Teologicznego..

## Nagrody i wyróżnienia
- 19 lutego 2015  - na wniosek Wydziału Teologicznego Uniwersytetu Mikołaja Kopernika w Toruniu otrzymał „Medal za zasługi położone dla rozwoju Uczelni”[3].

## Publikacje
Jest autorem ulicznych publikacji z zakresu historii prawa oraz teologii.